# Kang Chia-yi
Kang Chia-yi (chinesisch 康家儀; * 12. Oktober 1963) ist eine taiwanische Badmintonspielerin. 

## Karriere
Kang Chia-yi nahm an den Badminton-Weltmeisterschaften 1989 und 1991 teil. Als beste Platzierung erreichte sie jeweils Platz 17 im Damendoppel bei beiden Teilnahmen. Bei der Senioren-Weltmeisterschaft O45 des Jahres 2011 gewann sie Gold im Doppel.

## Sportliche Erfolge
| Saison | Veranstaltung                  | Disziplin   | Platz | Name                         |
| ------ | ------------------------------ | ----------- | ----- | ---------------------------- |
| 1989   | Weltmeisterschaft              | Damendoppel | 17    | Kang Chia-yi / Lee Chien-mei |
| 1991   | Weltmeisterschaft              | Damendoppel | 17    | Kang Chia-yi / Lee Chien-mei |
| 2011   | Senioren-Weltmeisterschaft O45 | Damendoppel | 1     | Kang Chia-yi / Feng Mei-ying |